# Michail Grigorjewitsch Pawlow

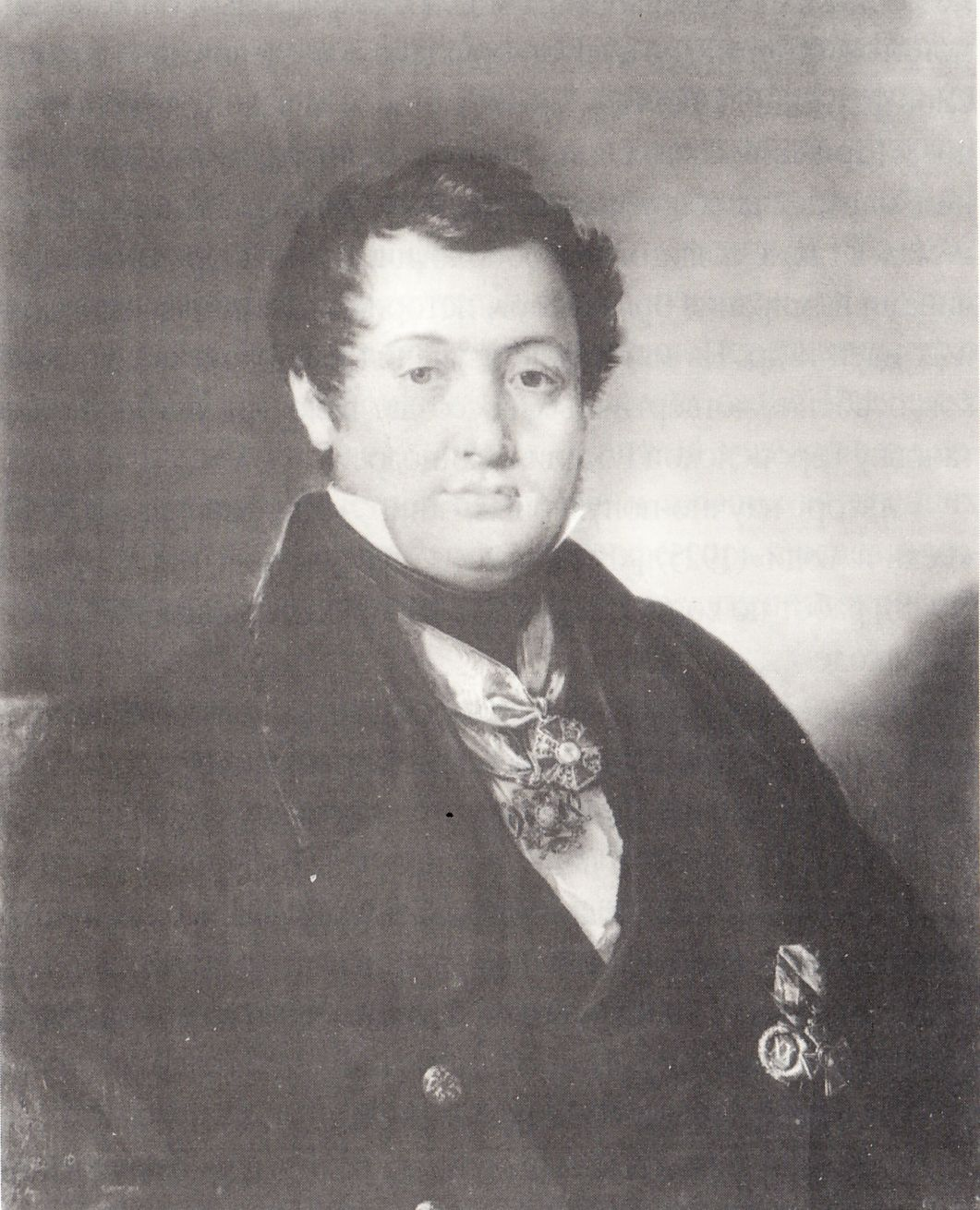
Michail Pawlow

Michail Grigorjewitsch Pawlow (russisch: Михаил Григорьевич Павлов; * 1. Novemberjul. / 12. November 1792greg. in Woronesch; † 9. Apriljul. / 21. April 1840greg.) war ein russischer Naturphilosoph und Agrobiologe, der maßgeblich für die Verbreitung der philosophischen Ideen der Naturphilosophie von Friedrich Wilhelm Joseph Schelling in Russland verantwortlich war. Er war Professor an der Moskauer Universität.
Er absolvierte die Moskauer Universität im Jahr 1815. Nach seiner Promotion in Medizin und zwei Jahren Philosophiestudium in Deutschland erhielt er 1820 in Moskau einen Lehrstuhl für Land-, Mineralogie- und Forstwirtschaft. Anschließend schrieb er Lehrbücher in Landwirtschaft und Chemie und setzte sich für veränderte landwirtschaftliche Praktiken ein.
Pawlows Universitätsvorlesungen waren für die Popularisierung des Schellingismus in Russland von wesentlicher Bedeutung. Das ultimative Ziel des Wissens, so argumentierte er, sei „das Verständnis der Einheit und des Unbedingten“. Die Natur sei real, habe ihr eigenes Innenleben, folge aber gleichzeitig in ihrer Entwicklung einem „idealen Plan“ und sei selbst ein „Produkt“ des Absoluten (Gottes).
Schelling erscheint laut Pawlow als eine Art abwesender Großmeister einer neuen höheren Ordnung. Der beliebteste Universitätsdozent dieser Zeit, Professor Pawlow, war Zeremonienmeister und begrüßte die Studenten an der Tür seines Hörsaals mit seiner berühmten Frage: „Sie wollen etwas über die Natur wissen, aber was ist Natur und was ist Wissen?“